# The New Saints FC
A The New Saints FC vagy röviden TNS egy profi, félig walesi, félig angol labdarúgócsapat, mely az Oswestry Town FC és a Llansantffraid FC összevonásával jött létre. A csapat a walesi első osztályban, a Cymru Premier-ben szerepel. 1997 és 2006 között Total Network Solutions FC-ként néven szerepelt.

## Története

### Llansantffraid FC
A Llansantffraid FC 1959-ben alakult egy ezer főt számláló walesi faluban, Llansantffraid-ym-Mechainben. A walesi negyedosztályban kezdett, hét alkalommal nyerte meg a bajnokságot. Az 1989/90-es szezonban csatlakozott a Central Wales League-hez, ahol mindössze egy évet töltött, mivel a második helyen végzett, így feljutott a másodosztályba. A gárda fejlődése ezután sem állt meg, 1993-ban az élvonalba is sikerült feljutnia.

### Total Network Solutions
A Llansantffraid 1996-ban megnyerte a walesi kupát, amivel kvalifikálta magát a KEK-re. Időközben egy oswerstryi számítógépes cég, a Total Network Solutions vállalta, hogy szponzorálja a csapatot, ha az Total Network Solutions Llansantffraid FC-re változtatja a nevét. A KEK-ben már új nevén indult. A sorozatban a Ruch Chorzów-val sorsolták össze. Hazai pályán 1–1-es döntetlent játszott, idegenben pedig 5–0-ra kikapott. Azóta sikerült még párszor bejutnia valamelyik nemzetközi kupa selejtezőjébe, de mindeddig egyetlen meccset sem nyert az európai porondon. 1997-ben a csapat neve Total Network Solutions FC-re rövidült.

### Egyesülés az Oswestry Townnal
A TNS 2003 nyarán magába olvasztotta a pénzügyileg nagyon rosszul álló Oswestry Townt, mely előtte szintén Walesben játszott, annak ellenére, hogy Oswestry városa Angliában található. A csapat a 2004/05-ös szezonban a bajnokságot és a kupát is megnyerte. A Bajnokok Ligája selejtezőjében a Liverpool volt az ellenfele. Otthon és idegenben is 3-0-ra kikapott. Az egyik találkozó után a Pool mestere, Rafael Benítez megdicsérte a TNS északír kapusát, Gerard Dohertyt.

### The New Saints FC
2006-ban a Total Network Solutions céget felvásárolta a British Telecom, ezért új nevet kellett választani, amely történelmi okokból végül a The New Saints FC-re esett. A Llansantffraid FC-t mindig is Szentek (angolul: The Saints) becenéven emlegették, Oswerstry történelme pedig szorosan összefügg Szent Oswalddal. A TNS új címert kapott, amelyen fölül a The New Saints név szerepel, alul pedig egy sárkány és egy oroszlán látható, előbbi Llansantffraid-ym-Mechainre, utóbbi pedig Oswerstryre utal.

## Sikerlista
Cymru Premier
- Bajnok (17): 1999–2000, 2004–05, 2005–06, 2006–07, 2009–10, 2011–12, 2012–13, 2013–14, 2014–15, 2015–16, 2016–17, 2017–18, 2018–19, 2021–22, 2022–23, 2023–24, 2024–25

Walesi Kupa
- Győztes (10): 1995–96, 2004–05, 2011–12, 2013–14, 2014–15, 2015–16, 2018–19, 2021–22, 2022–23, 2024–25

Walesi Ligakupa
- Győztes (11): 1994–95, 2005–06, 2008–09, 2009–10, 2010–11, 2014–15, 2015–16, 2016–17, 2017–18, 2023–24, 2024–25

## A nemzetközi kupasorozatokban
| Szezon  | Kupasorozat      | Forduló         | Ellenfél           | 1. mérkőzés     | 2. mérkőzés | Összesített eredmény |  |
| ------- | ---------------- | --------------- | ------------------ | --------------- | ----------- | -------------------- |  |
| 1996–97 | KEK              | selejtezőkör    | Ruch Chorzów       | 1–1             | 0–5         | 1–6                  |  |
| 2000–01 | Bajnokok Ligája  | 1. selejtezőkör | Levadia Tallinn    | 2–2             | 0–4         | 2–6                  |  |
| 2001–02 | UEFA-kupa        | selejtezőkör    | Polonia Warszawa   | 0–4             | 0–2         | 0–6                  |  |
| 2002–03 | UEFA-kupa        | selejtezőkör    | Amica Wronki       | 0–5             | 2–7         | 2–12                 |  |
| 2003–04 | UEFA-kupa        | selejtezőkör    | Manchester City    | 0–5             | 0–2         | 0–7                  |  |
| 2004–05 | UEFA-kupa        | 1. selejtezőkör | Östers             | 0–2             | 1–2         | 1–4                  |  |
| 2005–06 | Bajnokok Ligája  | 1. selejtezőkör | Liverpool          | 0–3             | 0–3         | 0–6                  |  |
| 2006–07 | Bajnokok Ligája  | 1. selejtezőkör | MYPA               | 0–1             | 0–1         | 0–2                  |  |
| 2007–08 | Bajnokok Ligája  | 1. selejtezőkör | Ventspils          | 3–2             | 1–2         | 4–4 (i.g.)           |  |
| 2008–09 | UEFA-kupa        | 1. selejtezőkör | Sūduva             | 0–1             | 0–1         | 0–2                  |  |
| 2009–10 | Európa-liga      | 1. selejtezőkör | Fram Reykjavík     | 1–2             | 1–2         | 2–4                  |  |
| 2010–11 | Bajnokok Ligája  | 2. selejtezőkör | Bohemians          | 0–1             | 4–0         | 4–1                  |  |
| 2010–11 | Bajnokok Ligája  | 3. selejtezőkör | Anderlecht         | 1–3             | 0–3         | 1–6                  |  |
| 2010–11 | Európa-liga      | rájátszás       | CSZKA Szófia       | 0–3             | 2–2         | 2–5                  |  |
| 2011–12 | Európa-liga      | 1. selejtezőkör | Cliftonville       | 1–1             | 1–0         | 2–1                  |  |
| 2011–12 | Európa-liga      | 2. selejtezőkör | Midtjylland        | 1–3             | 2–5         | 3–8                  |  |
| 2012–13 | Bajnokok Ligája  | 2. selejtezőkör | Helsingborg        | 0–0             | 0–3         | 0–3                  |  |
| 2013–14 | Bajnokok Ligája  | 2. selejtezőkör | Legia Warszawa     | 1–3             | 0–1         | 1–4                  |  |
| 2014–15 | Bajnokok Ligája  | 2. selejtezőkör | Slovan Bratislava  | 0–1             | 0–2         | 0–3                  |  |
| 2015–16 | Bajnokok Ligája  | 1. selejtezőkör | B36 Tórshavn       | 2–1             | 4–1         | 6–2                  |  |
| 2015–16 | Bajnokok Ligája  | 2. selejtezőkör | Videoton           | 0–1             | 1–1         | 1–2                  |  |
| 2016–17 | Bajnokok Ligája  | 1. selejtezőkör | Tre Penne          | 2–1             | 3–0         | 5–1                  |  |
| 2016–17 | Bajnokok Ligája  | 2. selejtezőkör | APÓEL              | 0–0             | 0–3         | 0–3                  |  |
| 2017–18 | Bajnokok Ligája  | 1. selejtezőkör | Europa             | 1–2             | 3–1         | 4–3                  |  |
| 2017–18 | Bajnokok Ligája  | 2. selejtezőkör | Rijeka             | 0–2             | 1–5         | 1–7                  |  |
| 2018–19 | Bajnokok Ligája  | 1. selejtezőkör | Skendija           | 0–5             | 4–0         | 4–5                  |  |
| 2018–19 | Európa-liga      | 2. selejtezőkör | Lincoln Red Imps   | 2–1             | 1–1         | 3–2                  |  |
| 2018–19 | Európa-liga      | 3. selejtezőkör | Midtjylland        | 0–2             | 1–3         | 1–5                  |  |
| 2019–20 | Bajnokok Ligája  | 1. selejtezőkör | Feronikeli         | 2–2             | 1–0         | 3–2                  |  |
| 2019–20 | Bajnokok Ligája  | 2. selejtezőkör | København          | 0–2             | 0–1         | 0–3                  |  |
| 2019–20 | Európa-liga      | 3. selejtezőkör | Ludogorec Razgrad  | 0–5             | 0–4         | 0–9                  |  |
| 2020–21 | Európa-liga      | 1. selejtezőkör | Žilina             | 3–1 (h.u.)      | —           | 3–1                  |  |
| 2020–21 | Európa-liga      | 2. selejtezőkör | B36 Tórshavn       | 2–2 (bünt. 4–5) | —           | 2–2 (bünt. 4–5)      |  |
| 2021–22 | Konferencia Liga | 1. selejtezőkör | Glentoran          | 1–1             | 2–0         | 3–1                  |  |
| 2021–22 | Konferencia Liga | 2. selejtezőkör | Kauno Žalgiris     | 5–0             | 5–1         | 10–1                 |  |
| 2021–22 | Konferencia Liga | 3. selejtezőkör | Viktoria Plzeň     | 4–2             | 1–3 (h.u.)  | 5–5 (bünt. 1–4)      |  |
| 2022–23 | Bajnokok Ligája  | 1. selejtezőkör | Linfield           | 1–0             | 0–2 (h.u.)  | 1–2                  |  |
| 2022–23 | Konferencia Liga | 2. selejtezőkör | Víkingur Reykjavík | 0–2             | 0–0         | 0–2                  |  |
| 2023–24 | Bajnokok Ligája  | 1. selejtezőkör | Häcken             | 1–3             | 0–2         | 1–5                  |  |
| 2023–24 | Konferencia Liga | 2. selejtezőkör | Swift Hesperange   | 1–1             | 2–3         | 3–4                  |  |

## Rekordok
- Legnagyobb nézőszám: 14 563 – a Liverpool ellen 2005-ben

## Válogatott játékosok
- Steve Evans Wales - 7 válogatottság
- Jamie Wood Kajmán-szigetek - 2 válogatottság
- Matthew Berkeley Saint Kitts és Nevis (U20)

## Korábbi híres játékosok
- Andy Mulliner
- Marc Lloyd-Williams
- Tony Henry
- Ken McKenna
- Simon Davies
- Steve Anthrobus
- Gary Brabin